# Juhan Parts

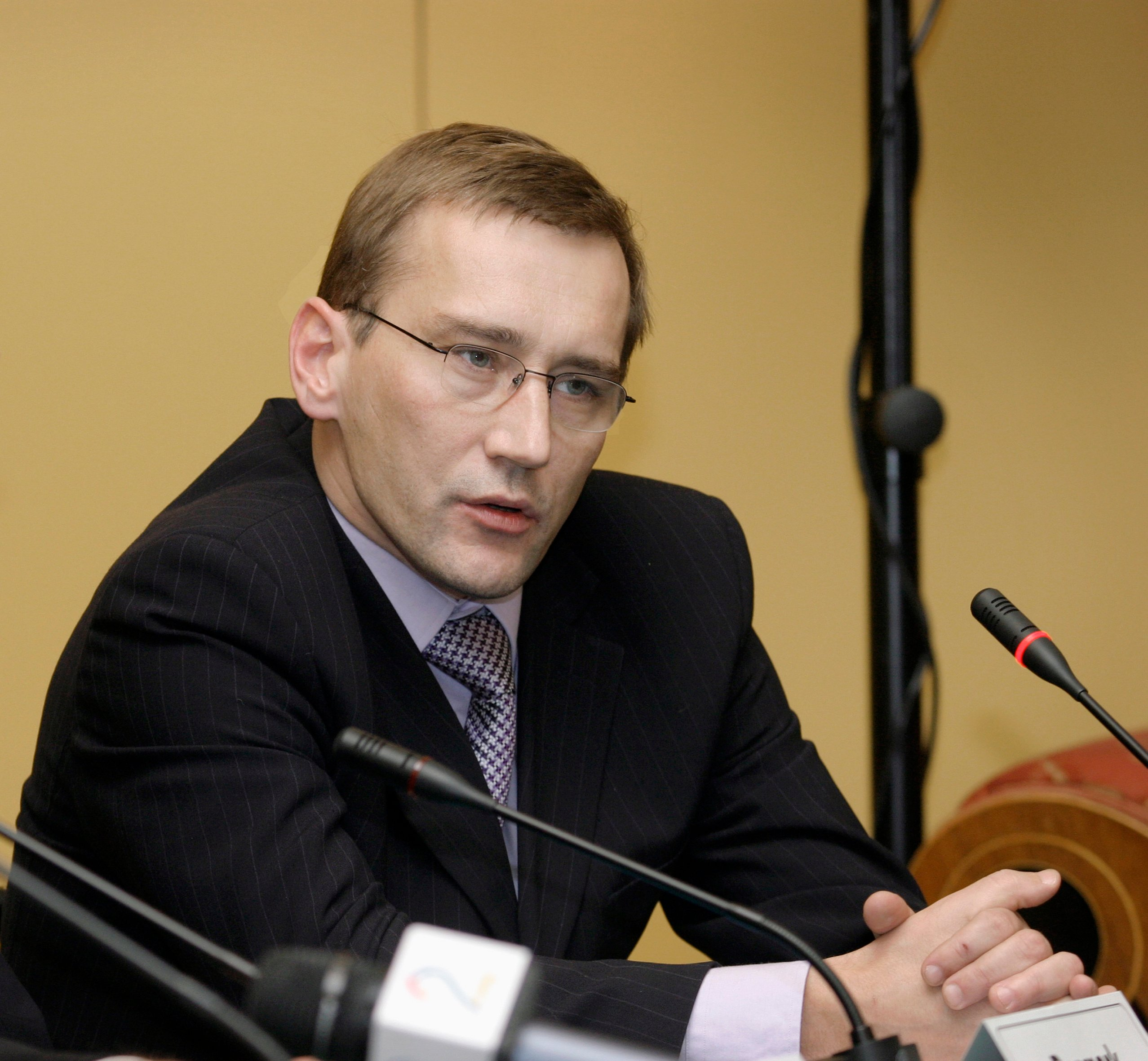
Juhan Parts (2003)

Juhan Parts, (născut pe 27 august 1966 la Talin), este un politician eston, membru al partidului Res Publica și prim-ministrul republicii între 10 aprilie 2003 și 23 martie 2005. A studiat la Universitatea din Tartu în Tartu, Estonia.
Parts a fost înlocuit ca prim-ministru la 23 martie 2005 de Andrus Ansip, din partea Partidului Reformist.
1. ↑  Juhan Parts, Brockhaus Enzyklopädie
2. ↑  Juhan Parts, Munzinger Personen, accesat în 9 octombrie 2017
3. ↑   https://www.riigikogu.ee/tutvustus-ja-ajalugu/riigikogu-ajalugu/xii-riigikogu-koosseis/juhatus-ja-liikmed/ Lipsește sau este vid: |title= (ajutor)
4. 1 2   https://www.riigikogu.ee/tutvustus-ja-ajalugu/riigikogu-ajalugu/xiii-riigikogu-koosseis/juhatus-ja-liikmed/ Lipsește sau este vid: |title= (ajutor)